# Charles Aubourg de Boury
Pour les articles homonymes, voir Aubourg et Boury.
Ernest-Géraud-Charles Aubourg, marquis de Boury, né à Amfreville-la-Campagne le 14 octobre 1857 et mort le 2 décembre 1940 au château d'Amfreville-la-Campagne, est un homme politique et religieux français.

## Fonctions et mandats
Charles Aubourg de Boury est l'arrière petit-fils du marquis Bénigne Poret de Blosseville.
D'une vieille famille de la noblesse normande propriétaire d'importants domaines à Amfreville-la-Campagne, il se consacre à l'exploitation de ses terres et aux questions relatives à l'agriculture, notamment les sociétés coopératives et mutualistes et les syndicats agricoles, et devient président du Comice agricole de Louviers et président de la Société libre d'agriculture, sciences, arts et belles-lettres de l'Eure.
Collaborant également à des recherches sur l'histoire et l'archéologie locales, il est membre des diverses sociétés savantes normandes.
Conseiller général du canton d'Amfreville-la-Campagne à partir de 1891, puis maire de sa commune en 1898, il est élu député de l'Eure l'année suivante, en remplacement de Jacques Riberpray. Il obtient successivement sa réélection dans tous ses mandats jusqu'en 1919, à chaque fois au premier tour.
Marié à Suzanne Mery de Bellegarde, fille du capitaine Paul Mery de Bellegarde, maire de Berthenonville et conseiller général de l'Eure, petite-fille de Louis de Vaucelles de Ravigny et petite-nièce d'Édouard Méry, il renonce en 1919, veuf, à se représenter dans ses différents mandats et entre comme moine bénédictin à l'abbaye royale d'Hautecombe en 1920, alors expatriée à Chiari. Ordonné prêtre en 1926, il est de retour à Hautecombe où la communauté se réinstalle. Son fils Guillaume, marié à Judith de Gontaut Biron, lui succède à la mairie d'Amfreville et au conseil général de l'Eure.
Rentré dans sa famille pour quelques jours, il meurt le 2 décembre 1940 au château familial d'Amfreville. 

## Sources
- « Charles Aubourg de Boury », dans Adolphe Robert et Gaston Cougny, Dictionnaire des parlementaires français, Edgar Bourloton, 1889-1891 [détail de l’édition]
- Jean-Pierre Chaline (dir.) et Anne-Marie Sohn (dir.), Dictionnaire des parlementaires de Haute-Normandie 1871-1940, Publications de l'Université de Rouen, 2000, 352 p., 24×16 cm (ISBN 2-87775-294-1)